# 캠 (가수)
캠(Cam)은 미국의 싱어송라이터이다.